# Elsa Wallén
Elsa Kristina Wallén, född Eriksson 7 mars 1922 i Oviken i Jämtland, död där 3 mars 2001, var en svensk författare och poet som ofta skrev på dialekt.

## Biografi
Elsa Wallén var dotter till torparen Erik Jönsson (1873–1923) och Maria Persdotter (1881–1967). Hon gifte sig med Gustav Wallén (1924–2000), och paret fick tre barn. 
Hon var bosatt i byn Lunnbacken i Oviken och arbetade som folkskollärare samt ägnade sig även åt körsång.
Hon började tidigt skriva både på jämtska (oviksmål) och svenska. Efter sin första diktsamling 1974 blev hon alltmer känd i hela Jämtland. Hon blev ofta engagerad till uppläsningar av sina dikter i bland annat skolor och bibliotek och medverkade även i flera radioprogram, bland annat som värd i programmet  Sommar 1979. Elsa Wallén var särskilt en viktig författare för att bevara och sprida jämtskan. Flera av hennes dikter har tonsatts, av bland andra musikerna och dirigenterna Olof Lindgren (1934–2018) och Hans-Erik Dahlgren (1954–2012).
Hennes grav finns på Ovikens kyrkogård.

### Artiklar
- "Te va pige å te flocke myhlta" i Jämten (1987)
- "Jamska e måule vårt" i Jämten (1991)

## Utmärkelser
- 1986 – Carl Zetterströms minnesmedalj [5]
- 1992 – Olof Högberg-plaketten [6]
- 1996 – Jamtamots hederspris [7]